# Jerzy Mieczysław Rytard
Jerzy Mieczysław Rytard, właściwie Mieczysław Antoni Kozłowski (ur. 8 listopada 1899 w Krakowie, zm. 21 września 1970 w Warszawie) – pisarz polski, autor utworów głównie o tematyce podhalańskiej i tatrzańskiej. Napisał pierwsze libretto do Harnasiów Karola Szymanowskiego, które zaginęło przed ukończeniem kompozycji.

## Życiorys
Był synem Mieczysława Kozłowskiego, urzędnika kolejowego, i aktorki Izy Kozłowskiej-Berson. 
Jego żoną od kwietnia 1923 do połowy lat 30. była Helena Roj-Kozłowska.
Pochowany na cmentarzu Powązkowskim (kwatera 284 wprost-4-23).

## Twórczość
- Wniebowstąpienie (1923) – powieść
- Bal jesienny (1930) – opowiadanie
- Koleba na Hliniku (Przygody w Tatrach) (1933) – opowiadania
- Dolina Wiatrów (1937) - powieść
- Zielone Święta (1947) – dramat
- W pięknych górach (1947) - powieść
- Barba (1956) – powieść